# ドラッグカウント
ドラッグカウント（-, 英 drag count）は、航空宇宙工学で使われる、航空機などの空気力のうち抵抗係数を表す単位である。略して単に「カウント」と呼ばれる場合が多い。
抵抗係数{\displaystyle C_{d}}は次のように表される。
{\displaystyle D={\frac {1}{2}}\rho U^{2}C_{D}S}
ここで、
{\displaystyle \rho } は空気密度
{\displaystyle U} は流速
{\displaystyle C_{D}} は抵抗係数(無次元数であり、通常航空機の巡航時は0.02-0.04程度。抗力参照)
{\displaystyle S} は航空機の翼面積
である。
このときに、例えば「1カウント」とは、{\displaystyle C_{D}=0.0001}のことを表す。例えば航空機が巡航状態で抵抗係数が0.0200であり、操舵によって抵抗係数が0.0005増加したとする。その際にこの表現を用いると、200カウントだったものが205カウントになった、となる。
実際の大型旅客機を考えた場合、1カウントの違いで性能が変わってくる。そのため、いかに抵抗係数を減らすか、またどれだけ抵抗係数を正確に実験や数値などにより推算できるかが重要になるため、この単位が使われる。